# Campaign for Uyghurs
Campaign for Uyghurs (Kampaň pro Ujgury, ujgursky: ئۇيغۇر ھەرىكىتى; zjednodušená čínština: 维吾尔运动, tradiční čínština: 維吾爾運動; turecky: Uygur Hareketi; zkráceně CFU) je nezisková organizace se sídlem ve Washingtonu, D.C. Cílem organizace je obhajoba demokratických práv a svobod ujgurského lidu, a to jak v Ujgurské autonomní oblasti Sin-ťiang (nazývané také Východní Turkistán), tak po celém světě.

## Historie
Kampaň pro Ujgury založila Rushan Abbas v září 2017 a její jádro tvoří převážně ředitelé odpovědní za jednotlivé regiony. Kampaň koordinuje vzdělávací aktivity pro aktivisty, kteří se veřejně vyslovují k probíhající genocidě Ujgurů v Číně. Organizace pracuje se zranitelnými skupinami obyvatelstva, zpravidla ženami a mládeží, aby podpořila schopnosti organizování zdola po celém světě.
Kampaň pro Ujgury spatřuje své hlavní poslání v aktivizaci jednotlivců i mezinárodního společenství a hledání podpory pro přijetí opatření na podporu Ujgurů a ke zvýšení povědomí veřejnosti o systematickém porušování lidských práv obyvatel Východního Turkistánu. Má umožnit ženám a mládeži z ujgurské diaspory podílet se na prosazování lidských práv. Organizace bude školit ujgurské ženy a mládež v advokačních dovednostech a občanské participaci a podporovat větší angažovanost prostřednictvím advokačních kampaní a spolupráce s dalšími organizacemi. Organizace také zvýší povědomí o ujgurské krizi mezi místními, neujgurskými komunitami a občanskými organizacemi prostřednictvím osvětové činnosti nově vyškolených aktivistek a mladých lidí.
Organizace svědčí během zasedání amerického Kongresu, poskytuje politická doporučení, pořádá přednáškové akce, jako jsou panely svědků a odborníků, s cílem upozornit na genocidní politiku, které Ujguři čelí, a zvýšit o ní povědomí.
Rushan Abbas se v roli výkonné ředitelky věnuje informování v zahraničí o rozvíjející se genocidě ve Východním Turkistánu. Vystoupila mimo jiné na Ujgurském tribunálu v Londýně v roce 2020. Z titulu své funkce také mnohokrát svědčila před Kongresem Spojených států a upozorňovala na historicky opomíjené aspekty ujgurské komunity.

### Nominace na Nobelovu cenu míru
V únoru 2022 napsali dva američtí zákonodárci Tom Suozzi z New Yorku a Chris Smith z New Jersey dopis norskému Nobelovu výboru, v němž uvedli, že Uyghur Human Rights Project (UHRP) a Campaign for Uyghurs významně přispěly k budování bratrství mezi národy a podpoře míru tím, že hájí lidská práva Ujgurů, Kazachů a dalších převážně muslimských etnických menšin, vůči nimž Komunistická strana Číny (KS Číny) uplatňuje genocidu a další zločiny proti lidskosti. Oba zákonodárci zdůraznili závažnost zneužívání, které zahrnuje zdokumentované případy masového zadržování, sexuálního násilí, mučení, nucených prací, nucených potratů a sterilizace ujgurských muslimů. Rushan Abbas nominaci přivítala a uvedla: "Bez ohledu na výsledek nominace je skutečnost, že se o ujgurské otázce bude jednat spolu s nominací na Nobelovu cenu za mír, velkým vítězstvím pro ujgurské hnutí."

## Aktivity
Kampaň pro Ujgury se zaměřuje na aktivitu prostřednictvím koordinovaných kampaní, které se zabývají konkrétními aspekty genocidy Ujgurů. Kampaň Za Ujgury se zasazuje o demokratická práva a svobody Ujgurů a zároveň upozorňuje na genocidu páchanou komunistickou stranou Číny, kterou určuje několik zemí na mezinárodní úrovni. Organizace byla za svou činnost oceněna Světovým hnutím za demokracii. Kampaň Za Ujgury vedla spolu s dalšími organizacemi zahájení kampaně za olympijské hry v Berlíně a Pekingu, která vyzývá k bojkotu zimních olympijských her v Pekingu. Organizace je také velmi aktivní v úsilí o ukončení nucených prací Ujgurů a podporuje ujgurské ženy a mládež v jejich aktivismu.

### One Voice one Step
Hnutí One Voice one Step (Jeden hlas, jeden krok) bylo iniciováno Kampaní pro Ujgury 15. března 2018. Jednalo se o celosvětové hnutí, v jehož rámci stovky Ujgurů a příznivců ujgurské věci demonstrovaly 15. března 2018 proti brutalitě a pronásledování Ujgurů ze strany Číny a jejich mimosoudnímu zadržování v koncentračních táborech. Demonstrace byly celosvětové a konaly se v 18 městech a 14 zemích, včetně Austrálie, Belgie, Kanady, Finska, Francie, Německa, Japonska, Nizozemska, Norska, Švédska, Turecka, Spojeného království a Spojených států.

### Forced Labor Fashion Week
Ve spolupráci s Model Alliance, Freedom United, World Uyghur Congress, Uyghur Solidarity Campaign, studentskou koalicí Free Uyghur Now, které se spojily v koalici The Coalition to End Forced Labor in the Uyghur Region uspořádala Campaign for Uyghurs protest během newyorského týdne módy. Akce se zúčastnilo mnoho lidí, kteří se solidarizovali s Ujgury proti využívání jejich otrocké práce v čínském módním průmyslu.

## Zprávy
Kampaň pro Ujgury vydává zprávy v angličtině, které pomáhají informovat mezinárodní společenství o hrozbách, jimž Ujguři a další turkické národy čelí. V červenci 2020 byla vydána jejich zpráva s názvem "Genocida Ujgurů podle definice Úmluvy OSN o prevenci genocidy", která dokumentuje různé způsoby, jakými Čínské represe Ujgurů naplňují definici genocidy stanovenou OSN v dokumentu "United Nations Convention on Genocide Prevention”. Další zpráva o genocidě Ujgurů vyšla v říjnu 2020.
Zpráva nezávislých expertů o genocidě Ujgurů v Číně, kterou vydal Newlines Institute for Strategy and Policy ve spolupráci s The Raoul Wallenberg Centre for Human Rights, byla vydána v březnu 2021. Zprávu o probíhající genocidě Ujgurů vydalo v listopadu 2021 také Muzeum holokaustu ve Washingtonu, DC (United States Holocaust Memorial Museum).